# Willy Mulot
Willibald Mulot (* 26. Dezember 1889 in Wiesbaden; † 31. März 1982 ebenda) war ein deutscher Landschaftsmaler der Düsseldorfer Schule.

## Leben
Mulot studierte von 1906 bis 1914 Malerei an der Kunstakademie Düsseldorf. Dort war Eugen Dücker sein Lehrer. Er lebte in Wiesbaden, wo er der Vereinigung Wiesbadener Künstler angehörte sowie Vorstandsmitglied des Nassauischen Kunstvereins war, und schuf hauptsächlich stille Landschaften, jedoch auch Stillleben und Porträts. Außerdem arbeitete er als Grafiker, Illustrator und Zeichner. Auf der Großen Deutschen Kunstausstellung des Jahres 1938 war Mulot im Münchner Haus der Kunst mit dem Gemälde Winter am Oberrhein vertreten.